# Code van internationale normen en aanbevelingen voor veiligheidsonderzoeken naar ongevallen en incidenten op zee
De Code van internationale normen en aanbevelingen voor veiligheidsonderzoeken naar ongevallen en incidenten op zee (Code of International Standards and Recommended Practices for a Safety Investigation into a Marine Casualty or Marine Incident of Casualty Investigation Code, CI-code) is de SOLAS-, LL en MARPOL-standaard op het gebied van ongevallenonderzoek. Met resolutie MSC.255(84) werd op 16 mei 2008 bepaald dat de code op 1 januari 2010 van kracht zou worden.
De code verving daarmee de eerdere Code for the Investigation of Marine Casualties and Incidents. De noodzaak voor een dergelijke code volgt uit de verplichtingen die een vlaggenstaat heeft volgens VN-zeerechtverdrag artikel 94, paragraaf 7:
Iedere Staat dient een onderzoek te laten instellen door of ten overstaan van een naar behoren bevoegd persoon of bevoegde personen naar elk ongeval op zee of voorval verband houdend met de navigatie in volle zee, waarbij een schip dat zijn vlag voert, is betrokken en dat verlies aan mensenlevens of ernstig letsel aan onderdanen van een andere Staat of ernstige schade aan schepen of installaties van een andere Staat of aan het mariene milieu heeft veroorzaakt. De vlaggestaat en de andere Staat werken samen bij het leiden van een door die andere Staat gehouden onderzoek naar zulk een ongeval op zee of voorval verband houdend met de navigatie.